# Земля Еріка Рудого
Земля Еріка Рудого (норв. Eirik Raudes Land) — незаселена територія на сході Гренландії, що була окупована Норвегією у 1931—1933 роках. Територія названа на честь скандинавського мореплавця Еріка Рудого, який першим побував у Гренландії.

## Історія
У 1920-х Норвегія зажадала від Данії поступитися частиною східної Гренландії. Територія ця використовувалася в основному екіпажами норвезьких риболовецьких і китобійних суден. У відповідь на цей демарш Данія у 1921 році зажадала від усіх іноземців покинути територію Гренландії. У 1924 році Данія погодилася з тим, що обидві країни мають право вести там господарську діяльність, полювання і наукові дослідження.
27 червня 1931 року голова норвезької Арктичної торгової компанії Галвард Деволд і четверо співробітників підняли норвезький прапор у східногренландському селищі Мюгбукта. 10 липня 1931 року вийшов указ короля Гокона VII про встановлення норвезького суверенітету над «Землею Еріка Рудого».
12 липня 1932 року губернатором і верховним суддею Землі Еріка Рудого був призначений 33-річний Гельге Маркус Інгстад. Норвезький військовий гарнізон налічував лише п'ять бійців. Міністр оборони Норвегії Відкун Квіслінг не припускав, що може статися військовий конфлікт. Проте уникнути дипломатичного пресингу норвежцям не вдалося. У кінцевому підсумку Норвегія і Данія погодилися передати територіальну суперечку на розгляд Міжнародного суду Ліги Націй у Гаазі. 5 квітня 1933 року Гаазький суд ухвалив рішення на користь Данії і норвезькому гарнізону довелося покинути Гренландію.